# Aimé Bonna
Pour les articles homonymes, voir Bonna (homonymie).
Aimé Bonna, né le 15 février 1855 à Anor (Nord, France) et mort le 18 novembre 1930 à Achères (Seine-et-Oise), est un ingénieur et entrepreneur français. Il est surtout connu en tant qu’inventeur du tuyau en béton armé. 

## Biographie
Cet ingénieur décide de breveter en 1893 un procédé visant à concurrencer le traditionnel tuyau en fonte en proposant le tuyau âme-tôle. Il s’agit d’un tuyau constitué d’un tube acier (âme tôle) revêtu de béton à l’intérieur et d’une structure béton armé à l’extérieur. Les diamètres fabriqués vont de 400 à 3 200 mm.
Il démissionne de la Ville de Paris, et créé sa propre entreprise de création de tuyaux sur les communes d’Achères et Conflans-Sainte-Honorine (au lieu-dit d’Ambleville et dans l’ancienne « île au bac » ) afin de profiter du projet d'épuration des eaux usées de Paris par épandage, conduit par l'ingénieur Georges Bechmann.
L'artère principale du réseau à construire est constituée d'un émissaire général des eaux d'égouts enterré allant de Clichy à Triel-sur-Seine selon un tracé assez similaire à la ligne de chemin de fer, franchissant la Seine  à Gennevilliers, puis l'Oise à Conflans-Sainte-Honorine et enfin la colline de l'Hautil en un souterrain de 5 km de longueur et 3 mètres de  diamètre. Les eaux usées sont dirigées vers les champs d'épandage d’Achères, en franchissant la Seine à Herblay, de Pierrelaye et Méry-sur-Oise, de Carrières-sous-Poissy et de Triel-sur-Seine.
Entre 1894 et 1924, son entreprise aura fabriqué et posé pour la seule Ville de Paris environ 300 kilomètres de canalisations dont celles irriguant le parc agricole de la plaine d’Achères.
Il ne se limite pas au marché parisien et entreprend de se développer en Province et à l’étranger (Belgique, Grande-Bretagne, Espagne). 

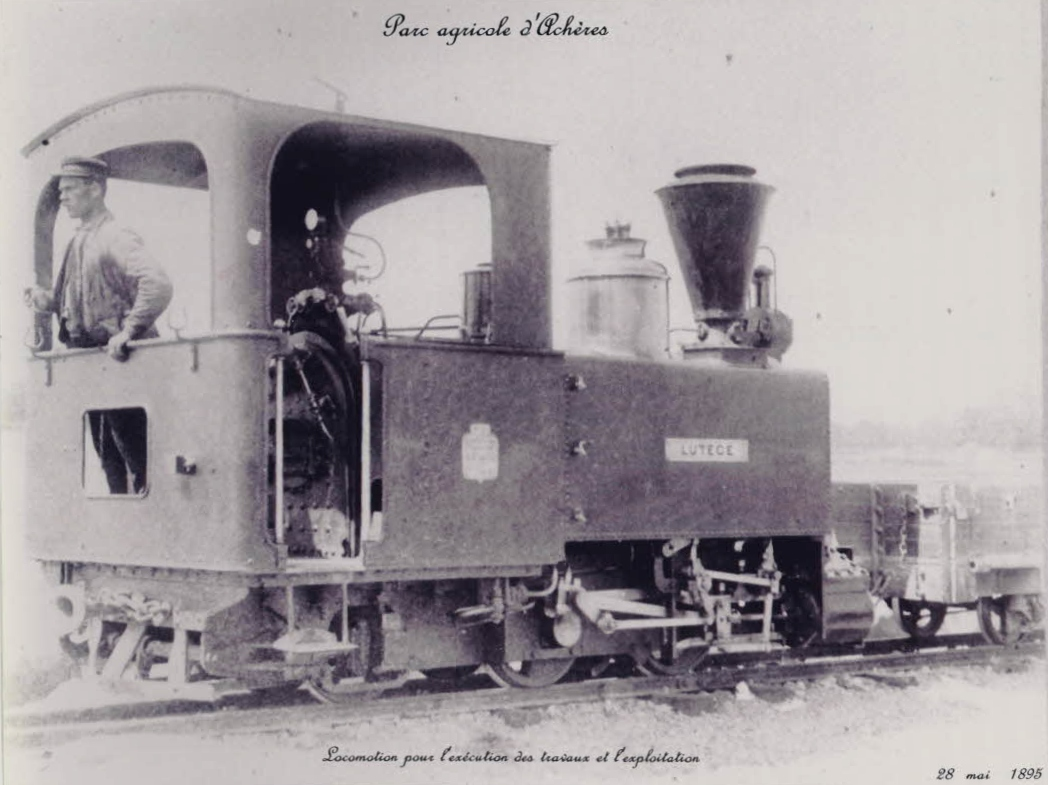
Locomotive de la voie Decauville (021T N°159 de 1892 qui provient du Tramway de Pithiviers à Toury) dans le parc agricole d'Achères.

Aimé Bonna cherche à participer aux autres projet de la Ville de Paris : il obtient l’exploitation de 800 hectares de terrains d'épandage situés dans la plaine d’Achères. La culture de betteraves va lui permettre de les transformer en alcool. Il crée alors en 1896 une distillerie-raffinerie appelée « La Lutèce » (cet établissement a été détruit depuis. Il était situé sur les terrains actuels de la société Bonna-Sabla, au lieu-dit d’Ambleville). Pour assurer le transport de la production, il fait construire une voie de chemin de fer Decauville (sur lequel roule  une locomotive 021T N°159 de 1892 qui provenait du Tramway de Pithiviers à Toury) entre la plaine d’Achères et la gare d'Achères - Grand-Cormier .
Il développe le tourisme de ce parc agricole en créant le jardin à l’anglaise de Fromainville, située en face de Herblay.
Il organise également des compétitions automobiles dont le fameux record effectuée le 29 avril 1899 par la fameuse voiture électrique, la « Jamais Contente » : vitesse record de plus de 100 km/h.
En 1924, il cède son entreprise à la Compagnie générale des eaux, qui devient alors la Société des tuyaux Bonna.
En 1929, la réalisation d’une église en béton armé, le matériau qui a fait sa fortune, est son dernier défi. Sans enfant et très attaché à ses racines, Aimé Bonna décide alors de construire à ses frais l’église Sainte-Thérèse de l'Enfant-Jésus à Hirson dans le style Art déco. Il acquiert le terrain, finance les matériaux et la main d’œuvre et assure le suivi du chantier qui démarre le 3 octobre 1929. Malheureusement, il meurt le 18 novembre 1930 à Achères, six mois avant l’achèvement de son ultime œuvre. L'édifice inachevé abrite une chapelle ardente pour accueillir sa dépouille mortelle, avant ses obsèques en l'église paroissiale Notre-Dame de la ville.

## Hommages
- Une rue à Conflans-Sainte-Honorine porte son nom.